# 제3항일전쟁전구
항일전쟁 제3전구(중국어 간체자: 抗日战争第三战区, 정체자: 抗日戰爭第三戰區)는 중화민국 국민정부에서 중일 전쟁을 위해 1937년 8월부터 1945년 12월까지 운영하였던 국민혁명군의 항일전쟁전구이다.

## 역사
제3전구은 설립되었을때 최초의 작전지구는 장쑤와 저장으로 지정되었다. 사령에 펑위샹이 임명되고 홍차오 공항에서 일어난 오야마 사건을 발화점으로 하여 8월 13일에 상하이 전투가 시작되었다. 8월 29일과 30일에 일본군이 베이핑과 톈진시를 빠르게 점령하였다. 
12월 3일에 장제스는 펑위샹을 해임하였고, 그는 국민당을 떠났다. 당장에 항일전쟁 제3전구 사령 직책을 맡을 사람이 없어 당장에 장제스가 지휘를 맡았다.
1938년의 작전지구는 장쑤, 저장이었다. 24개 보병사단, 6개 보병여단을 거느렸다.
1938년, 제4전구가 제3전구로 합병되었다. 
1939년, 푸젠과 제1전구의 작전전구인 안후이 남부가 제3전구의 작전구로 더해졌다. 제4전구가 또다시 합병되었다.
상하이 전투가 끝난 뒤, 장제스는 부사령인 구주퉁을 사령으로 임명하였다.
1945년 안후이성 통제권을 제5전구로 넘기고, 작전지구는 상하이시를 뺀 장쑤성, 저장성 푸젠성으로 조정되었다.
일본의 항복으로 중일 전쟁이 끝나자, 항저우에 주둔하던 일본군은 제13군에 항복하였다. 국민혁명군은 베이징시과 항저우시에 일본군 포로집결지를 설치하였다. 이들을 가두어서 무장해제하였다. 제3전구는 12월 12일 중순에 쉬저우 회유소(유화공서)로 개편되었다.

## 부대
| - 작전지구 - 제8집단군 - 제9집단군 - 제23집단군 - 제19집단군 - 전적지휘 - 신사군 | - 제10집단군 - 제19집단군 - 제23집단군 - 제28집단군 - 신사군 - 독립 제6여단 - 유격총사령 | - 작전지구 - 제25집단군 - 제10집단군 - 제32집단군 - 제23집단군 - 신사군 | - 제32집단군 - 제25집단군 - 제23집단군 - 신사군 |

## 참전
- 중일 전쟁
  - 상하이 전투

## 참고
- 何応欽 (1982). 《日軍侵華八年抗戦史》 (중국어 (대만)). 台北: 黎明文化事業公司.